# Bom Lugar
Bom Lugar este un oraș în unitatea federativă Maranhão (MA), Brazilia.